# Spintharidius viridis
Spintharidius viridis là một loài nhện trong họ Araneidae.
Loài này thuộc chi Spintharidius. Spintharidius viridis được Pelegrin Franganillo-Balboa miêu tả năm 1926.